# Радзивилл, Антоний Вильгельм
Князь Антоний Вильгельм Фредерик Август Николай Радзивилл (нем. Anton von Radziwill; пол. Antoni Wilhelm Radziwiłł) (31 июля 1833, Теплице — 16 декабря 1904, Берлин) — польский аристократ, генерал прусской артиллерии (1889). 14-й ординат Несвижский (с 1870), 11-й ординат Клецкий и 11-й ординат Давид-Городокский (с 1874).

## Биография

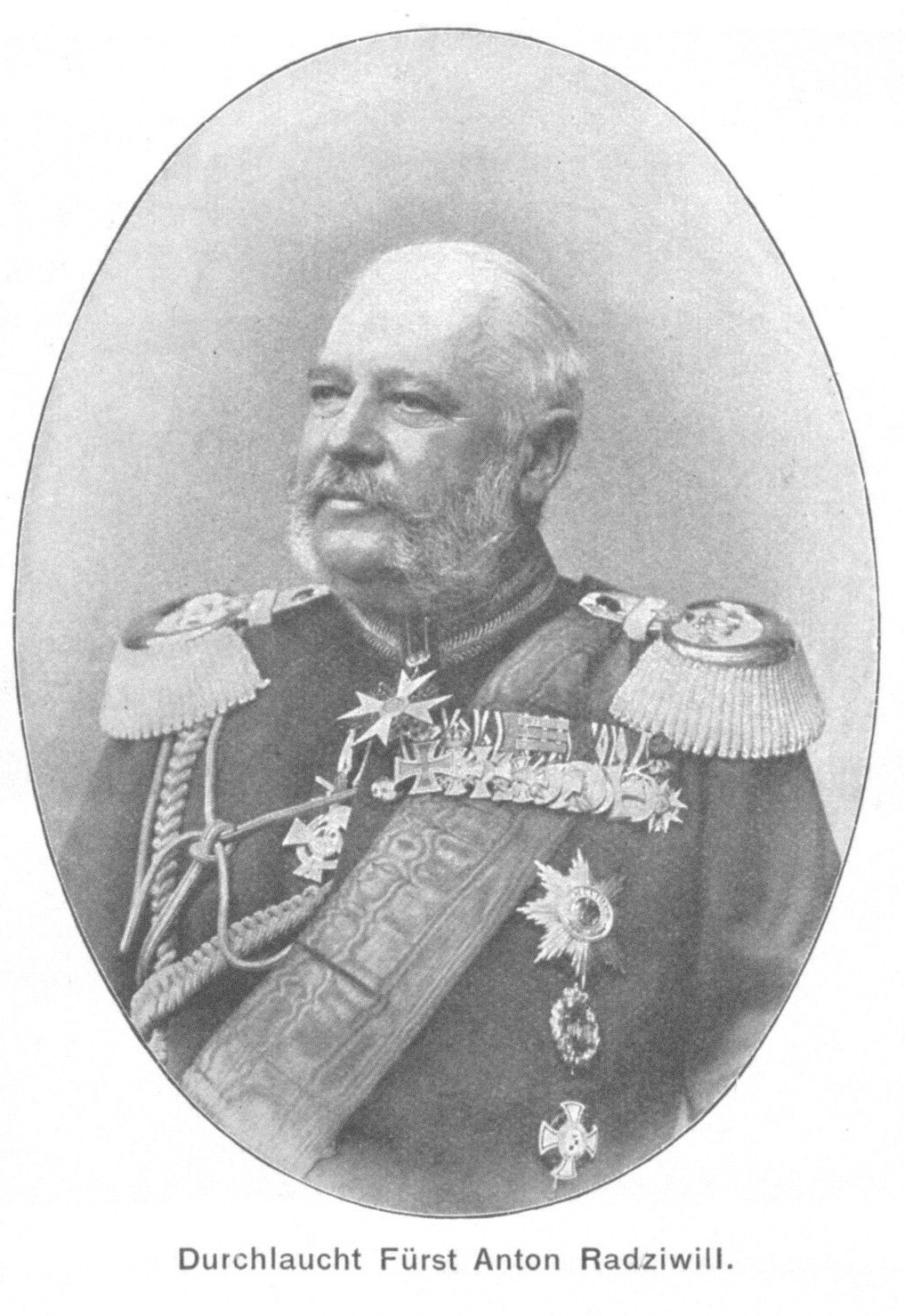

Представитель белорусского княжеского рода Радзивиллов герба «Трубы». Старший сын князя и прусского генерала Фридриха Вильгельма Радзивилла (1797—1870), 13-го ордината Несвижского, от второго брака с чешской княгиней Матильдой Кристиной Клари-Альдринген (1806—1896).
С 1852 года на военной службе в прусской армии. В 1858—1861 годах учился в Прусской военной академии. Участник войн Пруссии с Австрией (1866) и Францией (1870—1871).
В 1856 году князь Антоний Радзивилл сопровождал принца прусского во время коронации российского императора Александра II Николаевича в Москве. В чине капитана служил в генеральном штабе прусской армии во время войны с Австрией в 1866 году.
В своём дворце, который считался известным салоном в Берлине, часто принимал польских гостей и политиков католической центристской партии. С 1885 года — генерал-адъютант германского императора Вильгельма I, сохранил свою должность в кратковременное правление Фридриха III. В 1888 году после вступления на престол Вильгельма II был уволен с должности генерал-адъютанта.
С 1871 года — пожизненный член верхней палаты прусского рейхстага — «Палаты Господ».
В состав земельных владений Антония Вильгельма Радзивилла входили: Несвижская, Клецкая и Давид-Городокская ординации, сверженьские имения (получены вместо Мирского графства по договору 1834 года между Радзивиллами и князем Людвиком (Львом Петровичем) Витгенштейном), графство Тимковичи, имения Греск, Столовичи, Поцейки, Буча и Чудин (последние два имения были приобретены сами Антонием Вильгельмом). Князь имел капитал в ценных бумагах, который хранился в Берлине в депо фирмы братьев Шиклер. К его имуществу причислялись также 100 акций фирмы «Union de la Presse Hispano-Americaine», которые хранились в Париже в депо Буше Боран и ежегодно приносили дивиденды на 1000 франков. Также князь имел ипотечное требование на 100 тыс. марок под залог имения Клейн-Крыч, который принадлежал его племянником Льву и Антону Ржишчевским.
Жена Антония Радзивилла выступила инициатором возрождения Несвижского замка, создала рядом с ним парковый комплекс, собрала в замке значительную библиотеку.

## Семья и дети
3 октября 1857 года в Сагане женился на Марии Доротее Элизабет де Кастеллан (19 февраля 1840 — 10 июля 1915), дочери Анри де Кастеллана (1814—1847) и Паулины де Таллейран (1820—1890). 
В браке родилось 4 детей .:
- Князь Ежи Фридрих Вильгельм Павел Николай (11 января 1860, Париж — 21 января 1914, Париж), 15-й ординат Несвижский и 12-й ординат Клецкий[2], женат, 6 детей.
- Княжна Эльжбета Матильда Мария (1 ноября 1861, Берлин — 13 мая 1950, Лозанна), муж с 1885 года граф Роман Потоцкий (1852—1915), 2 сына: Альфред Антоний и Ежи
- Княжна Елена Августа Паулина София Мария (14 февраля 1874, Берлин — 12 декабря 1958, Мадрид), муж с 1892 года граф Иосиф Потоцкий (1862—1922), 2 сына
- Князь Станислав Вильгельм Радзивилл (6 февраля 1880, Берлин — 28 апреля 1920, Малин), 12-й ординат Давид-Городокский, адъютант Юзефа Пилсудского[3], женат, одна дочь.

Дочери Эльжбета и Елена вышли замуж за братьев Потоцких, родных между собой.
От отца дочери получили в наследство по 600 тыс. марок каждая, как было оговорено в их брачных контрактах. Деньги эти должны были браться из того капитала, который хранился в депо фирмы братьев Шиклер. Младший сын князь Станислав Вильгельм (1880—1920) получил Давид-Городокскую ординацию. Старшему сыну князю Ежи Фридриху (1860—1914) достались Несвижская ординация и все остальные имения.

## Награды
- Прусский орден Чёрного орла[4]
- Прусский орден Красного орла 1-й степени с дубовыми листьями[4]
- Прусский орден Дома Гогенцоллернов с мечами
- Прусский Железный крест 2-го класса (1870)[4]
- Прусский орден Короны 1-го класса[4]
- Баварский орден Святого Губерта[4]
- Вюртембергский орден Фридриха, большой крест[4]
- Австрия-Венгерский орден Леопольда, командор[4]
- Русский орден Святой Анны 2-й степени
- Французский орден Почётного легиона, офицер[4]
- Шведский орден Меча, большой крест [4]